# Baldo Baldi
Pour les articles homonymes, voir Baldi.
Baldo Baldi est un escrimeur italien né le 19 février 1888 à Livourne et mort le 21 décembre 1961 dans la même ville.

## Carrière
Aux Jeux olympiques d'été de 1920 à Anvers, Baldo Baldi décroche la médaille d'or de fleuret par équipe ainsi qu'en sabre par équipe ; il est aussi douzième de l'épreuve individuelle de sabre.